# Karl-Gustaf Söderquist
Karl-Gustaf Söderquist, född 13 december 1921 i Spånga församling, Stockholms län, död 21 februari 1987 i Falsterbo, var en svensk skolledare. Han var son till Martin Söderquist.
Efter studentexamen 1941 blev Söderquist politices magister i Stockholm 1951. Han var amanuens vid statens utlänningskommission 1945–1950, blev lärare vid Hemse folkhögskola 1950, vid Hampnäs folkhögskola 1951, vid Lillsveds folkhögskola 1954 och var rektor vid Östra Grevie folkhögskola 1960–1986. Han blev ledamot av kommunalfullmäktige i Månstorps landskommun 1962, suppleant i kommunnämnden 1964 och ordförande i idrottsnämnden samma år. Söderquist är begravd på Östra Grevie kyrkogård.